# Relación entre Álvaro Uribe y Juan Manuel Santos
La relación entre Álvaro Uribe y Juan Manuel Santos tiene relevancia dentro de la política de Colombia porque después de la culminación del gobierno de Álvaro Uribe como presidente de Colombia, y del ascenso al cargo por parte del que fuera su último ministro de defensa Juan Manuel Santos, se generó en Colombia una fuerte división entre los mencionados.
Puesto que las posturas de Santos no congeniaban con las de Uribe, quizás una de las acciones de Santos más criticadas por Uribe fue el restablecimiento de las relaciones diplomáticas con el gobierno de Hugo Chávez -a quien Uribe tildaba de dictador-, rotas tras el bombardeo de las Fuerzas Militares de Colombia que terminó con el Aniquilamiento del líder de las Fuerzas Armadas Revolucionarias de Colombia Alias "Raúl Reyes" (en 2008), y la denuncia (en 2010) por parte del gobierno colombiano (de entonces) en las que se indicaba la presencia de guerrillas colombianas en suelo venezolano.
La división fue tal que el 6 de julio de 2012 Uribe formó el movimiento político 'Frente Contra el Terrorismo', unión que aglutinaba a sus más fieles seguidores (José Obdulio Gaviria, Fernando Londoño, Óscar Iván Zuluaga, Diego Palacio Betancourt, entre otros). A lo cual, el gobierno de Santos y sectores de izquierda como el Polo Democrático Alternativo, rechazaron contundentemente.
El 3 de agosto de 2012, Antonio Navarro Wolf (dirigente de izquierda y vocero nacional del Movimiento Progresistas), junto con un grupo de personas, acordó reunirse para tratar el tema.
Por otra parte, sectores políticos de extrema izquierda como el PCC, la exsenadora Piedad Córdoba, entre otros, aseguran que la situación no es más que una 'cortina de humo' estigmatizada por los medios de comunicación.

## Antecedentes
Principales hechos ocurridos en el gobierno Uribe (2002-2010). Acontecimientos que Santos -en su gobierno- 'remedió':
- Rompimiento de las relaciones bilaterales: Siendo ministro de Defensa Juan Manuel Santos, las Fuerzas Militares de ese país ejecutaron la Operación Fénix, que tenía como objetivo asesinar al líder guerrillero de las Fuerzas Armadas Revolucionarias de Colombia Raúl Reyes. Situación que Santos y Uribe justificaron argumentando “legítima defensa de la seguridad nacional de Colombia”.

Dos años más tarde, Colombia llevó a Venezuela a la Organización de Estados Americanos, -con el auspicio de Uribe y Santos-  para de denunciar allí la presencia de las guerrillas FARC-EP y UC-ELN en territorio venezolano.
Situaciones que generaron la ruptura de las relaciones diplomáticas de Colombia con Venezuela, Ecuador y Nicaragua.
- Terna para elegir fiscal:

Debido a que el expresidente Álvaro Uribe elegía ternados cuyos integrantes eran cercanos a su gobierno, la Corte Constitucional de Colombia los rechazaba continuamente, ya que consideraba que el que fuera fiscal general, quedaría limitado en sus acciones e imparcialidad; y en caso futuro de encontrarse irregularidades en algunos miembros del gabinete ministerial (de entonces), el fiscal no obraría con total sinceridad. Todo ello generaba disgustos en la relación gobierno-corte, hasta la llegada a la presidencia del exministro de defensa de Colombia (gobierno Uribe), Juan Manuel Santos.
- Pardo y Lleras al gobierno:

Para las elecciones regionales de 2003 Pardo abandona Cambio Radical, que pasa a liderar Germán Vargas Lleras y junto al senador Óscar Iván Zuluaga crea el "Nuevo Partido", de existencia efímera. Luego de haber respaldado a Álvaro Uribe Vélez durante sus dos primeros años de mandato el senador Pardo decide regresar al Partido Liberal, y por lo tanto formar parte de la oposición, debido a sus diferencias con el gobierno en temas como la negociación con los paramilitares y el proyecto de reelección presidencial.
En octubre de 2005 el senador sufrió un nuevo atentado, esta vez con un carro bomba. Germán Vargas Lleras resultó ileso pero varios de sus escoltas resultaron gravemente heridos. El atentado enfrentó al senador con el presidente Uribe porque éste atribuyó el hecho a las FARC, sin prestar atención a informaciones que tenía el senador que apuntaban a una posible alianza de políticos y paramilitares.

## Ascenso de Santos al poder
Faltando pocos meses para la culminación del segundo mandato de Uribe, Santos hace público su deseo que lanzarse a la presidencia (2010 - 2014) siempre y cuando el presidente (de entonces) no postulara su candidatura para un tercer mandato; dicha decisión dependía también de la Corte Constitucional de Colombia, quien debía establecer si declaraba procedente o no una reelección más.
El viernes 26 de febrero de 2010, dicha Corte resuelve no avalar un tercer mandato de Uribe. Dadas las circunstancias, Santos oficializa días después su candidatura a la presidencia de ese país, para ejercer en el periodo 2010 - 2014, lo hace haciendo público su deseo de continuar la labor iniciada por Uribe; los otros candidatos al cargo eran Antanas Mockus (por el Partido Verde), Germán Vargas Lleras (por Cambio Radical), Gustavo Petro (por el Polo Democrático Alternativo), Noemí Sanín (por el Partido Conservador Colombiano), Rafael Pardo Rueda (por el Partido Liberal Colombiano), Jaime Araújo Rentería (por la Alianza Social Afrocolombiana), Jairo Calderón (por Apertura Liberal) y Róbinson Alexander Devia (por el Movimiento La Voz de la Consciencia). Santos ganó las elecciones

- Lleras al gobierno: Antes de su posesión como nuevo presidente de Colombia, Juan Manuel Santos anunció la inclusión de Germán Vargas Lleras en el gabinete ministerial, a ocupar el ministerio del Interior (cargo que este ocupó hasta el 17 de mayo de 2012). Cabe aclarar que Lleras es opositor a Uribe.[13][14][15][16]

- Restablecimiento de las relaciones bilaterales: El 8 de agosto de 2010 (un día después de la investidura de Santos como presidente), los cancilleres María Ángela Holguín y Nicolás Maduro de Colombia y Venezuela respectivamente, anunciaron que Santos y Chávez habrían de reunirse dos días después para tratar el tema del rompimiento; el encuentro se llevaría a cabo en la Quinta de San Pedro Alejandrino.

Y según los acordado, los mandatarios de dichos países, resolvieron restablecer las relaciones diplomáticas bilaterales.
Analistas coincidieron que afirmar que lo acontecido fue un 'espaldarazo' de Santos a Uribe, puesto que si dependiera de este último, “Colombia no puede tener trato con un país que alberga terroristas”. Uribe calificó a Santos de hipócrita, ya que -en su gobierno- aquel ministro demostró acérrima oposición al gobierno venezolano.
- Nueva terna para fiscal: El 13 de marzo de 2012, Santos conformó una nueva terna para fiscal (con motivo de la elección del reemplazo de Viviane Morales, quien ejerció por poco tiempo y reemplazó a Guillermo Mendoza Diago como fiscal interino).[17][18][19][20][21][22][23] Situación que -según algunos políticos y analistas- comisionó un nuevo espaldarazo de Santos a Uribe.[24]

- Pardo ministro: En el marco de la reforma al Estado puesta en marcha por el presidente Juan Manuel Santos se estableció la recreación del Ministerio del Trabajo, que había sido eliminado en 2002 por el entonces presidente Álvaro Uribe.[25][26][27][28][29][30][31] Rafael Pardo fue designado como jefe de esta cartera por el presidente Santos el 31 de octubre de 2011 y se posesionó el 10 de noviembre. Situación que fue considerada un nuevo espaldarazo de Santos a Uribe.

- Investigaciones a funcionarios del gobierno anterior: Del gobierno anterior son investigados Andrés Felipe Arias (por Agro Ingreso Seguro), María del Pilar Hurtado (por el escándalo de las chuzadas) y Luis Carlos Restrepo (por la supuesta des-movilización de una estructura armada ilegal). Según Uribe, sus funcionarios investigados no cuenta con las garantías jurídicas necesarias para la ejecución de los respectivos juicios[32][33][34] El expresidente califica a Arias de preso político[35][36][37][38] y a Hurtado y Restrepo de perseguidos políticos. Afirmaciones desmentidas por Santos posteriormente, según este “en el país si hay garantías jurídicas para la ejecución de juicios”.[39][40]

- Costos de la cumbre: Según Uribe, el presupuesto empleado por el gobierno para el desarrollo de la VI Cumbre de las Américas fue de US$ 96.000.000. Afirmación desmentida por la canciller María Ángela Holguín; el costo total -según esta- fue de US$ 62.000.000.[41][42] Uribe se sostuvo en su posición y argumentó que el ejecutivo no reveló todas las cifras.[43]

- Marco legal para la paz: Fue un proyecto emprendido por el gobierno, el cual -según Uribe- “permitiría que terroristas como Timochenko pudieran ejercer en un futuro algún cargo público”.[44] Situación que Santos des-mintió afirmando que no generaría impunidad.[45]

Las decisiones anteriores -no todas- fueron en su momento criticadas por Uribe. Muchos analistas consideran que Santos está haciendo 'todo lo contrario' a Uribe, contradiciéndose cuando en campaña manifestó su deseo de continuar el trabajo de Uribe. Mientras que el presidente, en una entrevista concedida a Caracol Noticias (con motivo de la VI Cumbre de las Américas), afirmó que no puede nombrar los ministros que su antecesor le sugiera. Afirmación desmentida posteriormente por Uribe “Presidente Santos miente, jamás le sugerí un ministro”.
Otra cuestión que Uribe criticó a Santos, fue la situación de orden público ocurrida a inicios de julio de 2012 en el departamento del Cauca. Pues según Uribe, Santos ha debilitado la Política de Seguridad Democrática (bandera de Uribe en su momento).
Su cuenta en Twitter, entrevistas en radio y televisión son los medios utilizados por Uribe para criticar a su sucesor.

## Formalización como oposición y proceso de reconciliación
Según analistas, el motivo de las constantes críticas de Uribe a Santos, son su interés por regresar a la política.
El 6 de julio de 2012, Uribe junto con sus más fieles allegados políticos presentaron al país el nuevo movimiento político 'Frente Contra el Terrorismo'.
Según sus principales dirigentes, esta organización no tiene fines políticos “lo que buscan es agrupar a sectores políticos que están en contra del terrorismo” y nace “a partir de la animación” del Centro de Pensamiento Primero Colombia, entre otros actores.
La Iglesia Católica colombiana y diferentes sectores políticos han llamado a las partes al diálogo. El 3 de agosto de 2012, Antonio Navarro Wolf (dirigente de izquierda y vocero nacional del Movimiento Progresistas) junto con un grupo de personas, acordaron reunirse en Medellín para mediar en la situación.